# Essener-Tor
Essener-Tor bezeichnet ein von Flavius Josephus im 4. Kapitel des fünften Buches des Bellum Judaicum  benanntes Tor im Süden der damaligen Stadtmauer Jerusalems.
Im Jahre 1894 entdeckten die beiden Forscher Frederick J. Bliss und A. C. Dickie bei Ausgrabungen am Südhang des Zionsberges, unweit des protestantischen Friedhofes, Reste eines Turmes, Mauerreste und vier übereinanderliegende Schwellen eines Tores. Die Grabung wurde nicht weiter verfolgt und fiel in Vergessenheit.
Erst im Jahre 1977 konnte der Benediktinerpater Bargil Pixner von der Dormitio-Abtei den Ort des Essener Tores bei einer Grabung wieder lokalisieren. Spätere Grabungen konnten belegen, dass das Tor aus herodianischer Zeit stammt.
Die Grabungsstelle wurde 2015 vom Deutschen Evangelischen Institut für Altertumswissenschaft des Heiligen Landes wieder freigelegt.